# Liste der olympischen Medaillengewinner aus Eritrea
Das Eritrean National Olympic Committee wurde 1999 vom Internationalen Olympischen Komitee aufgenommen.

## Medaillenbilanz
Bislang gewann ein Sportler aus Eritrea eine olympische Bronzemedaille bei den Sportwettbewerben.
| Eritrea bei den Olympischen Sommerspielen                                      | Eritrea bei den Olympischen Sommerspielen | Eritrea bei den Olympischen Sommerspielen | Eritrea bei den Olympischen Sommerspielen | Eritrea bei den Olympischen Sommerspielen | Eritrea bei den Olympischen Sommerspielen |      | Eritrea bei den Olympischen Winterspielen | Eritrea bei den Olympischen Winterspielen | Eritrea bei den Olympischen Winterspielen | Eritrea bei den Olympischen Winterspielen | Eritrea bei den Olympischen Winterspielen | Eritrea bei den Olympischen Winterspielen |
| Jahr                                                                           | Gold                                      | Silber                                    | Bronze                                    | Gesamt                                    | Rang                                      | Jahr | Gold                                      | Silber                                    | Bronze                                    | Gesamt                                    | Rang                                      |                                           |
| 2000                                                                           | 0                                         | 0                                         | 0                                         | 0                                         |                                           |      | 1998                                      | –                                         | –                                         | –                                         | –                                         | –                                         |
| 2004                                                                           | 0                                         | 0                                         | 1                                         | 1                                         | 71                                        |      | 2002                                      | –                                         | –                                         | –                                         | –                                         | –                                         |
| 2008                                                                           | 0                                         | 0                                         | 0                                         | 0                                         |                                           |      | 2006                                      | –                                         | –                                         | –                                         | –                                         | –                                         |
| 2012                                                                           | 0                                         | 0                                         | 0                                         | 0                                         |                                           |      | 2010                                      | –                                         | –                                         | –                                         | –                                         | –                                         |
| 2016                                                                           | 0                                         | 0                                         | 0                                         | 0                                         |                                           |      | 2014                                      | –                                         | –                                         | –                                         | –                                         | –                                         |
| 2020                                                                           | 0                                         | 0                                         | 0                                         | 0                                         |                                           |      | 2018                                      | 0                                         | 0                                         | 0                                         | 0                                         |                                           |
| 2024                                                                           | 0                                         | 0                                         | 0                                         | 0                                         |                                           |      | 2022                                      | 0                                         | 0                                         | 0                                         | 0                                         |                                           |
| Gesamt                                                                         | 0                                         | 0                                         | 1                                         | 1                                         |                                           |      | Gesamt                                    | 0                                         | 0                                         | 0                                         | 0                                         |                                           |
| \| \| Gold \| Silber \| Bronze \| Gesamt \| \| Ges. S+W \| 0 \| 0 \| 1 \| 1 \| |                                           |                                           |                                           |                                           |                                           |      |                                           |                                           |                                           |                                           |                                           |                                           |
|                                                                                | Gold                                      | Silber                                    | Bronze                                    | Gesamt                                    |                                           |      |                                           |                                           |                                           |                                           |                                           |                                           |
| Ges. S+W                                                                       | 0                                         | 0                                         | 1                                         | 1                                         |                                           |      |                                           |                                           |                                           |                                           |                                           |                                           |

## Medaillengewinner
| Name            | Sportart       | Jahr / Disziplin                                                    | Gold | Silber | Bronze | Gesamt |
| --------------- | -------------- | ------------------------------------------------------------------- | ---- | ------ | ------ | ------ |
| Zersenay Tadese | Leichtathletik | Olympische Sommerspiele 2004 in Athen: 10.000-Meter-Lauf der Männer | 0    | 0      | 1      | 1      |